# Vermilion (Ohio)
Vermilion es una ciudad ubicada en el condado de Lorain en el estado estadounidense de Ohio. En el Censo de 2010 tenía una población de 10594 habitantes y una densidad poblacional de 378 personas por km².

## Geografía
Vermilion se encuentra ubicada en las coordenadas 41°24′29″N 82°19′2″O / 41.40806, -82.31722. Según la Oficina del Censo de los Estados Unidos, Vermilion tiene una superficie total de 28.03 km², de la cual 27.6 km² corresponden a tierra firme y (1.53%) 0.43 km² es agua.

## Demografía
Según el censo de 2010, había 10594 personas residiendo en Vermilion. La densidad de población era de 378 hab./km². De los 10594 habitantes, Vermilion estaba compuesto por el 96.84% blancos, el 0.33% eran afroamericanos, el 0.16% eran amerindios, el 0.31% eran asiáticos, el 0% eran isleños del Pacífico, el 0.52% eran de otras razas y el 1.84% pertenecían a dos o más razas. Del total de la población el 2.83% eran hispanos o latinos de cualquier raza.